# قوریگل
دریاچه قوری‌گل (به معنی تالاب خشک) در ۳۰ کیلومتری جنوب شرق تبریز و در ۱۵ کیلومتری غرب شهر بستان‌آباد در مجاورت روستای یوسف آباد قرار گرفته‌است. منابع تأمین‌کنندهٔ آب این تالاب از آب‌های جاری ناشی از برف و باران و تعدادی چشمه‌های زیرزمینی است که در کف آن جریان دارند.
با توجه به اهمیت زیست‌محیطی دریاچه قوریگل، این تالاب جزء تالابهای بین‌المللی ثبت شده در کنوانسیون رامسر می‌باشد. همچنین این تالاب به خاطر پذیرا بودن فصلی شماری از پرندگان حمایت شده مهاجر، حائز اهمیت ملی و بین‌المللی است. هم‌اکنون برنامه‌های حمایتی از این تالاب شامل حفاظت از منابع آب دریاچه و نیز ایجاد منطقه شکار ممنوع برای حفظ گونه‌های جانوری اطراف دریاچه می‌باشد.

## موقعیت
تالاب قوریگل با وسعت ۲۰۰ هکتار در ۴۵ کیلومتری جنوب شرقی تبریز قرار دارد و بین ۴۴/۴۶ تا ۴۲/۴۶ طول شرقی و ۵۵/۳۷ عرض شمالی قرار دارد.

## پیشینه
در سال ۱۳۵۴ به عنوان تالاب بین‌المللی در کنوانسیون رامسر به ثبت رسیده و در سال ۱۳۷۳ جزء مناطق شکار ممنوع مدیریت می‌شود.

## ویژگی منحصر بفرد
یکی از ویژگی‌های کم‌نظیر این تالاب در مقایسه با سایر دریاچه‌های منطقه این تالاب آب شیرین بودن آن می‌باشد.

## قابلیت‌های گردشگری
این تالاب از دیدگاه جهانگردی و سیاحتی نیز از جاذبه‌های مهم استان آذربایجان شرقی است و به علت داشتن شرایطی چون وجود چشم‌انداز مناسب تنوع پرندگان آبزی و دسترسی به مراکز شهری و وجود علاقه عمومی به تفرج و گذراندن اوقات فراغت در طبیعت آن از قابلیتهای ویژه‌ای برخوردار بوده و به علت قرار گرفتن در جاده ترانزیتی تهران- تبریز مسافران زیادی را پذیرا می‌باشد. از کمپ گردشگری مجاور قوری گل برای برگزاری اردوهای تابستانی دانش آموزی استفاده می‌شود.

## زیستگاه‌ها و حیات وحش
در دهه‌های قبل این مناطق محل عبور و زیستگاه قوچ و میشهای ارمنی بوده که به قوچ و میشهای منطقه سهند در ارتباط بودند ولی به علت توسعه شهری و ایجاد صنایع در مسیر این ارتباط قطع شده‌است.
از حیات وحش این منطقه می‌توان به پستاندارانی چون جربیل ایرانی و موش کشتزار و موش مغان و گرگ و روباه و سمور سنگی اشاره نمود.
حدود ۹۲ گونه پرنده نیز در این تالاب شناسایی شده که می‌توان به اردک سرسفید و اردک مرمری و اردک بلوطی اشاره نمود این گونه‌ها طبق تقسیم‌بندی Iucn در کلاس در حال تهدید طبقه‌بندی شده‌اند.
از خزندگان تالاب می‌توان به مارمولکهای تالاب قوریگل و مارها و گرزه مار و مار پلنگی و کور مار و مار چلیپر اشاره کرد.
دوزیستان تالاب شامل pelobates syriacus و قورباغه bufo viridis و قورباغهhyla savignyi و قورباغه rana ridibunda و قورباغه rana camerani اشاره نمود و ماهی تالاب و ماهی کپور معمولی یا cyprinus carpio می‌باشد.

## پوشش گیاهی
بیش از ۲۸۰ گونه گیاهی در منطقه تشخیص داده شده‌است که ۸۹٪ از گونه‌های گیاهی در حوزه قوریگل و حدود ۱۱٪ از گیاهان آبزی دریاچه و حوزه بلافصل آن تشکیل شده‌است. که شامل:
گونه‌های گیاهی حوزه آبریز از جمله بومادران و شنگ و گل گندم و آلبالوی وحشی و زنبق کوهی و شیرین بیان و نسترن و گیاهان آبزی تالاب شامل نی و لوئی و عدسک آبی گیاهان غوطه ور در آب شامل بارهنگ آبی و آلاله آبزی و قوشاب شانه‌ای و انواع جلبک و فیتو پلانکتون می‌باشد.

## مدیریت
این منطقه به مرکزیت اداره حفاظت محیط زیست بستان آباد و توسط پست غیر چارتی حفاظتی تالاب بین‌المللی قوریگل به عنوان منطقه شکار ممنوع مدیریت می‌شود.